# NBA Rookie of the Year
NBA Rookie of the Year er en årlig pris givet i NBA-ligaen til den bedste rookie, altså førsteårsspiller. Prisen forkortes til ROY. Prisen er blevet udelt siden 1952-53 sæsonen. Vinderen vælges ved et panel bestående af personer fra sportsmedierne i USA og Canada stemmer.
Prisen kan kun vindes i en spillers første år, og kan derfor ikke vindes flere gange. Den nuværende vinder er Stephon Castle, som vandt prisen for 2023-24 sæsonen.

## Vindere
| ^       | Angiver at spilleren stadig er aktiv i NBA.                          |
| *       | Angiver at spilleren er i Naismith Memorial Basketball Hall of Fame. |
| Hold(X) | Angiver antal gange en spiller fra dette hold er blevet MIP.         |

| Sæson     | Spiller                  | Position       | Nationalitet          | Hold                              |
| --------- | ------------------------ | -------------- | --------------------- | --------------------------------- |
| 1952-1953 | Don Meineke              | Power Forward  | USA                   | Fort Wayne Pistons                |
| 1953-1954 | Ray Felix                | Center         | USA                   | Baltimore Bullets                 |
| 1954-1955 | Bob Pettit*              | Power Forward  | USA                   | Milwaukee Hawks                   |
| 1955-1956 | Maurice Stokes*          | Power Forward  | USA                   | Rochester Royals                  |
| 1956-1957 | Tom Heinsohn*            | Power Forward  | USA                   | Boston Celtics                    |
| 1957-1958 | Woody Sauldsberry        | Power Forward  | USA                   | Philadelphia Warriors             |
| 1958-1959 | Elgin Baylor*            | Small Forward  | USA                   | Minneapolis Lakers                |
| 1959-1960 | Wilt Chamberlain*        | Center         | USA                   | Philadelphia Warriors (2)         |
| 1960-1961 | Oscar Robertson*         | Point Guard    | USA                   | Cincinnati Royals (2)             |
| 1961-1962 | Walt Bellamy*            | Center         | USA                   | Chicago Packers (2)               |
| 1962-1963 | Terry Dischinger         | Power Forward  | USA                   | Chicago Zephyrs (3)               |
| 1963-1964 | Jerry Lucas*             | Power Forward  | USA                   | Cincinnati Royals (3)             |
| 1964-1965 | Willis Reed*             | Center         | USA                   | New York Knicks                   |
| 1965-1966 | Rick Barry*              | Small Forward  | USA                   | San Francisco Warriors (3)        |
| 1966-1967 | Dave Bing*               | Point Guard    | USA                   | Detroit Pistons (2)               |
| 1967-1968 | Earl Monroe*             | Shooting Guard | USA                   | Baltimore Bullets (4)             |
| 1968-1969 | Wes Unseld*              | Center         | USA                   | Baltimore Bullets (5)             |
| 1969-1970 | Lew Alcindor*            | Center         | USA                   | Milwaukee Bucks                   |
| 1970-1971 | Dave Cowens*             | Center         | USA                   | Boston Celtics (2)                |
| 1970-1971 | Geoff Petrie             | Point Guard    | USA                   | Portland Trailblazers             |
| 1971-1972 | Sidney Wicks             | Power Forward  | USA                   | Portland Trailblazers (2)         |
| 1972-1973 | Bob McAdoo*              | Center         | USA                   | Buffalo Braves                    |
| 1973-1974 | Ernie DiGregorio         | Point Guard    | USA                   | Buffalo Braves (2)                |
| 1974-1975 | Jamaal Wilkes*           | Small Forward  | USA                   | Golden State Warriors (4)         |
| 1975-1976 | Alvan Adams              | Center         | USA                   | Phoenix Suns                      |
| 1976-1977 | Adrian Dantley*          | Small Forward  | USA                   | Buffalo Braves (3)                |
| 1977-1978 | Walter Davis             | Shooting Guard | USA                   | Phoenix Suns (2)                  |
| 1978-1979 | Phil Ford                | Point Guard    | USA                   | Kansas City Kings (4)             |
| 1979-1980 | Larry Bird*              | Small Forward  | USA                   | Boston Celtics (3)                |
| 1980-1981 | Darrell Griffith         | Shooting Guard | USA                   | Utah Jazz                         |
| 1981-1982 | Buck Williams            | Power Forward  | USA                   | New Jersey Nets                   |
| 1982-1983 | Terry Cummings           | Power Forward  | USA                   | San Diego Clippers (4)            |
| 1983-1984 | Ralph Sampson*           | Center         | USA                   | Houston Rockets                   |
| 1984-1985 | Michael Jordan*          | Shooting Guard | USA                   | Chicago Bulls                     |
| 1985-1986 | Patrick Ewing*           | Center         | USA                   | New York Knicks (2)               |
| 1986-1987 | Chuck Person             | Small Forward  | USA                   | Indiana Pacers                    |
| 1987-1988 | Mark Jackson             | Point Guard    | USA                   | New York Knicks (3)               |
| 1988-1989 | Mitch Richmond*          | Shooting Guard | USA                   | Golden State Warriors (5)         |
| 1989-1990 | David Robinson*          | Center         | USA                   | San Antonio Spurs                 |
| 1990-1991 | Derrick Coleman          | Power Forward  | USA                   | New Jersey Nets (2)               |
| 1991-1992 | Larry Johnson            | Power Forward  | USA                   | Charlotte Hornets                 |
| 1992-1993 | Shaquille O'Neal*        | Center         | USA                   | Orlando Magic                     |
| 1993-1994 | Chris Webber*            | Power Forward  | USA                   | Golden State Warriors (6)         |
| 1994-1995 | Grant Hill*              | Small Forward  | USA                   | Detroit Pistons (3)               |
| 1994-1995 | Jason Kidd*              | Point Guard    | USA                   | Dallas Mavericks                  |
| 1995-1996 | Damon Stoudamire         | Point Guard    | USA                   | Toronto Raptors                   |
| 1996-1997 | Allen Iverson*           | Shooting Guard | USA                   | Philadelphia 76ers                |
| 1997-1998 | Tim Duncan*              | Power Forward  | USA                   | San Antonio Spurs (2)             |
| 1998-1999 | Vince Carter             | Shooting Guard | USA                   | Toronto Raptors (2)               |
| 1999-2000 | Elton Brand              | Power Forward  | USA                   | Chicago Bulls (2)                 |
| 1999-2000 | Steve Francis            | Point Guard    | USA                   | Houston Rockets (2)               |
| 2000-2001 | Mike Miller              | Small Forward  | USA                   | Orlando Magic (2)                 |
| 2001-2002 | Pau Gasol                | Power Forward  | Spanien               | Memphis Grizzlies                 |
| 2002-2003 | Amar'e Stoudemire        | Power Forward  | USA                   | Phoenix Suns (3)                  |
| 2003-2004 | LeBron James^            | Small Forward  | USA                   | Cleveland Cavaliers               |
| 2004-2005 | Emeka Okafor             | Center         | USA                   | Charlotte Bobcats (2)             |
| 2005-2006 | Chris Paul^              | Point Guard    | USA                   | New Orleans/Oklahoma City Hornets |
| 2006-2007 | Brandon Roy              | Shooting Guard | USA                   | Portland Trailblazers (3)         |
| 2007-2008 | Kevin Durant^            | Small Forward  | USA                   | Seattle SuperSonics               |
| 2008-2009 | Derrick Rose^            | Point Guard    | USA                   | Chicago Bulls (3)                 |
| 2009-2010 | Tyreke Evans             | Shooting Guard | USA                   | Sacramento Kings (5)              |
| 2010-2011 | Blake Griffin^           | Power Forward  | USA                   | Los Angeles Clippers (5)          |
| 2011-2012 | Kyrie Irving^            | Point Guard    | USA                   | Cleveland Cavaliers (2)           |
| 2012-2013 | Damian Lillard^          | Point Guard    | USA                   | Portland Trailblazers (4)         |
| 2013-2014 | Michael Carter-Williams^ | Point Guard    | USA                   | Philadelphia 76ers (2)            |
| 2014-2015 | Andrew Wiggins^          | Small Forward  | Canada                | Minnesota Timberwolves            |
| 2015-2016 | Karl-Anthony Towns^      | Center         | Dominikanske Republik | Minnesota Timberwolves (2)        |
| 2016-2017 | Malcolm Brogdon^         | Point Guard    | USA                   | Milwaukee Bucks (2)               |
| 2017-2018 | Ben Simmons^             | Power Forward  | Australien            | Philadelphia 76ers (3)            |
| 2018-2019 | Luka Dončić^             | Point Guard    | Slovenien             | Dallas Mavericks (2)              |
| 2019-2020 | Ja Morant^               | Point Guard    | USA                   | Memphis Grizzlies (2)             |
| 2020-2021 | LaMelo Ball^             | Point Guard    | USA                   | Charlotte Hornets (3)             |
| 2021-2022 | Scottie Barnes^          | Power Forward  | USA                   | Toronto Raptors (3)               |
| 2022-2023 | Paolo Banchero^          | Power Forward  | USA                   | Orlando Magic (3)                 |
| 2023-2024 | Victor Wembanyama^       | Center         | Frankrig              | San Antonio Spurs (3)             |
| 2024-2025 | Stephon Castle^          | Point Guard    | USA                   | San Antonio Spurs (4)             |